# Fate of Faith
Fate of Faith ist eine schweizerisch-, liechtensteinische Band mit dem Ursprung in Bad Ragaz. Gegründet wurde die Band im Jahre 2016 von Sänger und Gitarrist Jonas Grünenfelder und ehemaligem Bassisten Dominique Ackermann. Die Band beschreibt ihren Stil mittlerweile als "Melodic Alt-Prog Metal" und ist anhand der melodischen instrumentalen und lyrischen Passagen sowie intensiven, teils unerwartet richtungswechselnden Abschnitten zu erkennen. Seit der Gründung hat die Band bereits zwei Alben, eine EP und eine Single veröffentlicht. Mit dem neusten Album "...till death do us part (Chapter 1: Life)" wurde der Genrewechesel der Band angekündigt.

## Geschichte

### Gründung
Die Band wird im Dezember 2016 von Jonas Grünenfelder und Dominique Ackermann gegründet. Noah Laternser tritt der Band im Frühjahr 2017 bei und das erste Album Black Heaven, hauptsächlich komponiert von Grünenfelder, wird eingeübt. Während einer längerwirigen Suche nach einem Schlagzeuger verfliegt die anfängliche Euphorie und lange bleibt es Still um Fate of Faith. Anfang 2018 steht die Band kurz vor der Auflösung. Die Band plant dennoch einen ersten und letzten Auftritt am Mittelschulfest der Kantonsschule Sargans. Man engagiert Patrick Sahin, Schlagzeuger einer befreundeten Band, für diesen Anlass. Nach erfolgreichem Abschluss des Konzertes entscheidet sich die Gruppe, mit Sahin als offiziellen Schlagzeuger und Booker (Mittlerweile Stagepalace), weiterzumachen.
Die Teilnahme an verschiedensten Band-Contests (SPH Music Masters, BandxOst) und weitere Auftritte verschaffen Fate of Faith eine starke Basis an Referenzen für die Bewerbung bei nationalen Festivals. Zudem finalisieren Grünenfelder und Laternser das geplante Studio-Album Black Heaven. Das neu-geformte Komponistenduo ist bis heute für die Grundstruktur der Lieder zuständig.

### Black Heaven
Am 12. Oktober 2019 veröffentlicht Fate of Faith ihr erstes Album Black Heaven. Ein Mix aus Liedern von den Anfängen der Band (Fear, Reign of Terror) und erst kürzlich vollendeten Stücken (Rise of the Wolves, Stories of the Fallen). Das bei Rino Records (Mels, Schweiz) aufgenommene Debüt-Album enthält zehn Songs und spiegelt die musikalische Entwicklung der Band wider. Die Release-Show spielt Fate of Faith im Chamäleon in Vaduz, Liechtenstein zusammen mit der Band Rivers Edge aus Heerbrugg, Schweiz.
Die COVID-19-Pandemie verhindert das weitere geplante Vorgehen und nur wenige Konzerte können stattfinden. So müssen Festivals, wie das Quellrock in Bad Ragaz oder dem Riverside Festival in Aarburg, die für die nationale Reichweite der Band wichtig gewesen wären, verschoben werden. Ende 2020 verlässt Dominique Ackermann, aufgrund von unterschiedlichen Zielen und Meinungsverschiedenheiten, die Band. Für das anstehende BandXOst-Finale springt Kevin McFlannigan, Sänger der Band Rivers Edge, kurzfristig als Ersatzbassist ein. Einige Monate später wird Severin Lutz als vorläufig, festen Bassisten bekanntgegeben.

### Selfless Devotion
Der Stil von Fate of Faith ändert sich nach dem Beitritt von Lutz massgebend. Neue Einflüsse aus Bereichen des Progressive Metal und den melodischen Passagen des modernen Metalcore sorgen für eine teilweise Abkehr von den, vom Thrash Metal inspirierten, Anfängen. Schon vor dem Release werden bestimmte Lieder aufgeführt. Den bisher grössten Erfolg konnte die Band am, aus den "Covid-19-Jahren" verschobenen Riverside Festival 2022 feiern, als man mit den neuen Songs bereits auf viel positives Feedback stösst.
Die erste Single Reset, der darauffolgenden EP Selfless Devotion wird am 11. November 2022 veröffentlicht und zeigt den musikalischen Richtungswechsel der Band auf. Die komplette EP wird zusammen mit Kevin McFlannigan produziert (gemastert zum Teil von Ilarion Ivanenko) und am 16. Dezember 2022 der Öffentlichkeit präsentiert. Zusätzlich zu der instrumentalen Entwicklung wird das lyrische Thema der psychischen Gesundheit immer allgegenwärtiger. Die Songs behandeln die Problematik verschiedenster psychischer Krankheiten. Hauptsächlich inspiriert durch eigene Erfahrungen von Songwriter Grünenfelder.

### Odium
Gegen Mitte 2023 trennt sich Fate of Faith vom damaligen Bassisten Severin Lutz. Bereits wenige Wochen später wird Raphael Schlauri (ehem. Gitarrist Paperdoll) als neuer und aktueller Bassist der Band angekündigt. Gemeinsam mit ihm und Finlay Davey (Kids in Cages, Taped) veröffentlicht Fate of Faith im selben Monat, am 14. Juli 2023 ihre neue Single Odium. Man versucht sich in anderen Genres auszuprobieren und macht einen kleinen Abstecher in den Metalcore, wobei man trotzdem noch den eigenen Stil beibehält. Produziert wird die Single gemeinsam mit Raffaele Ventruto (ehem. Gitarrist Painful Hate) und Roger Szedalik (ehem. Gitarrenlehrer von Noah Laternser). Aufgeführt wird die Single erstmals am Openair Friendsheep 2023 in Mosnang, Schweiz. Live singt Laternser Davey's Teil.

### ...till death do us part

#### Chapter 1: Life
Fate of Faith beginnt Anfang 2024, gemeinsam mit Produzent Raffaele Ventruto und Co-Produzent Roger Szedalik mit den Aufnahmen ihres bislang grössten Projekts. Ein Konzeptalbum mit zwei Teilen. Die ersten Singles Charming Nightmare und RIOT erscheinen vor und nach der Europatour, die Fate of Faith Anfang September gemeinsam mit der Band UNLSH spielt. Am 31. Januar 2025 wurde der komplette erste Teil des Albums feierlich im Okkult in Schaan, Liechtenstein veröffentlicht. Die Konzeptgeschichte wird vorerst nicht bekannt gegeben. Grundsätzlich werden die lyrischen Themen allerdings beibehalten. Auf dem Album vertreten sind zudem Amik Guerra (Trompete), Roger Szedalik (Akustikgitarre) und Emil Laternser (Klavier).
Bereits im ersten Teil wird klar, dass sich die Band mit diesem Album musikalisch von der Regel abheben möchte. Zudem lässt das Album viel Platz für Interpretationsspielraum. Unterstützt wird dies durch viel Symbolik in verschiedenen Artworks und dem, für den Song Undertow mitgelieferten, Animationsvideo. Gestaltet von Animator Remo Scherrer.

## Stil

### Instrumental

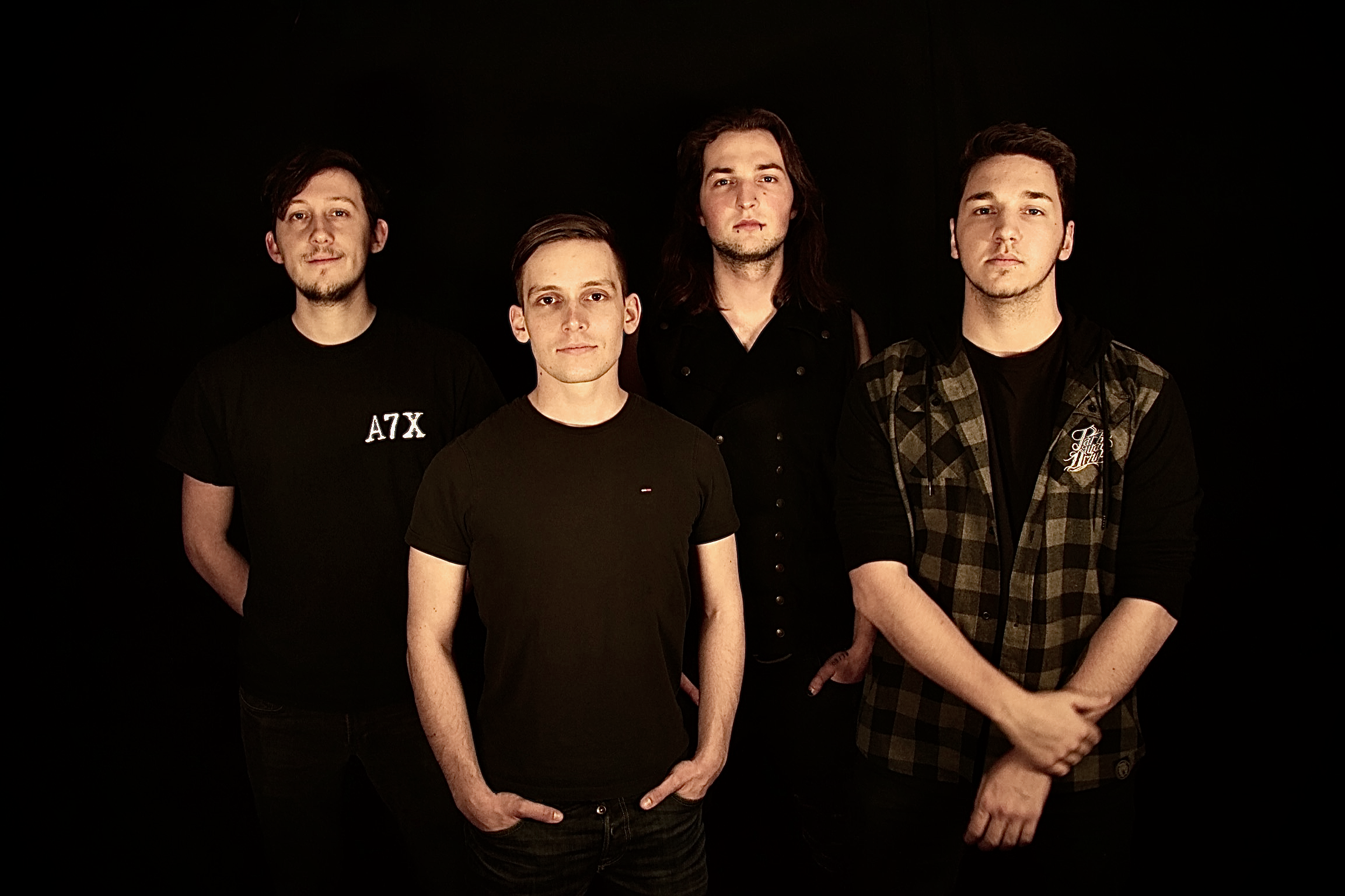
Fate of Faith in der Konstellation mit Severin Lutz

Bands wie Metallica, Pantera, AC/DC und Deep Purple sind gerade in den Anfängen grosse Einflüsse des instrumentalen Teils der Band. Diese Einflüsse stammen bei fast allen Mitgliedern der Band aus der Familie. Mit melodiöseren Aspekten im Gitarrenspiel und variableren Song-Strukturen aus dem Metalcore und Nu-Metal Bereich entwickelt sich Fate of Faith weiter und beschreibt sich mittlerweile als Melodic Alt-Prog Metal. Längere instrumentale Parts, mit Solos und zweistimmigen Gitarren sowie abwechslungsreiche Tempiwechsel und Modulationen schmücken die neuen Lieder aus. Andere Bands aus diesem ähnlichen Genre wie Trivium, Alter Bridge und Avenged Sevenfold sind bei dieser Entwicklung, als Inspiration, ausschlaggebend gewesen.

### Gesang und Texte

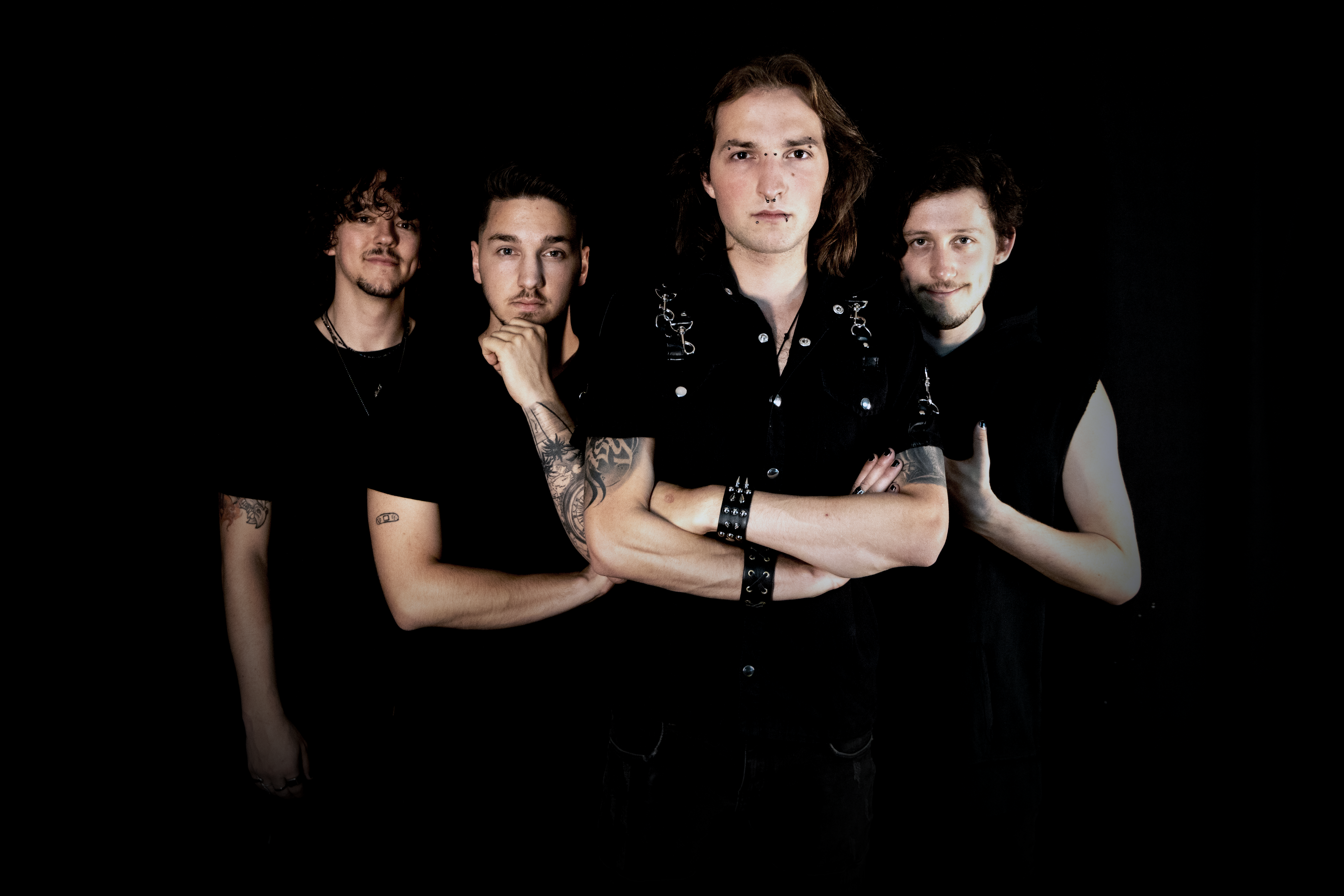
Fate of Faith in aktueller Besetzung

Ein wichtiger Bestandteil der Band Fate of Faith ist der Gesang. Jonas Grünenfelders, für das Genre einzigartiger Singstil, lässt die Band herausstechen. Mittlerweile wird sein Gesang durch vielschichtige Harmonien unterstützt. Live werden diese vor allem von Noah Laternser und Raphael Schlauri gesungen. Die Texte sind vor allem von Jonas Grünenfelder geschrieben. Oftmals werden die Themen wie Depression, Drogenkonsum, Ausnutzung der Religion sowie Krieg und Korruption angesprochen.

## Diskografie
- 2019: Black Heaven (Album)
- 2022: Reset (Single)
- 2022: Selfless Devotion (EP)
- 2023: Odium (Single)
- 2024: Charming Nightmare (Single)
- 2024: Riot (Single)
- 2025: ...Till Death Do Us Part (Chapter 1: Life) (Album)